# That's Not My Name
That's Not My Name is een nummer van de Britse band The Ting Tings uit 2008. Het is de derde single van hun debuutalbum We Started Nothing.
In nummer verwerkt Ting Tings-zangeres Katie White haar frustraties met de platenindustrie. Het nummer werd in veel, voornamelijk Europese landen een hit. In het Verenigd Koninkrijk pakte het de nummer 1-positie. In het Nederlandse taalgebied werd "That's Not My Name" een klein hitje. In Nederland haalde het de 59e positie in de Single Top 100, en in de Vlaamse Ultratop 50 haalde het de 48e positie.
In 2014 werd het nummer gebruikt in een reclame voor Coca-Cola.